# Hans Ettmayer
Johann „Hans” Ettmayer (ur. 23 lipca 1946 w Wiedniu, zm. 1 kwietnia 2023) – austriacki piłkarz występujący na pozycji pomocnika. Trener piłkarski.

## Kariera klubowa
Ettmayer karierę rozpoczynał w 1963 roku w Austrii Wiedeń. Występował tam do 1966 roku, a potem odszedł do Wackera Innsbruck. W ciągu pięciu lat gry dla tego klubu, wywalczył z nim mistrzostwo Austrii (1971), dwa wicemistrzostwa Austrii (1967, 1968) oraz Puchar Austrii (1970).
W 1971 roku przeszedł do niemieckiego VfB Stuttgart. W Bundeslidze zadebiutował 14 sierpnia 1971 w wygranym 3:0 meczu z Herthą BSC, w którym strzelił także dwa gole. Graczem Stuttgartu był przez cztery lata. W 1975 roku przeniósł się do Hamburgera SV, także grającego w Bundeslidze. Po raz pierwszy w jego barwach zagrał 9 sierpnia 1975 przeciwko FC Schalke 04 (4:1). W 1976 roku wywalczył z zespołem wicemistrzostwo RFN, a także Puchar RFN. W 1977 roku zdobył z nim natomiast Puchar Zdobywców Pucharów.
W tym samym roku Ettmayer odszedł do szwajcarskiego FC Lugano. Po roku wrócił jednak do Niemiec, zostając zawodnikiem drugoligowego Freiburgera. Występował tam przez trzy lata, a potem, przez kolejne w trzecioligowym SV Göppingen. W 1983 roku zakończył karierę.

## Kariera reprezentacyjna
W reprezentacji Austrii Ettmayer zadebiutował 22 września 1968 w przegranym 0:1 towarzyskim meczu ze Szwajcarią. W latach 1968–1975 w drużynie narodowej rozegrał 30 spotkań.